# Colonia del Dahomey
La colonia del Dahomey (in francese Colonie du Dahomey) è stata una colonia francese esistita dal 1894 al 1958 sul territorio del Regno di Dahomey. Faceva parte dell'Africa Occidentale Francese. Fu istituita al termine della seconda guerra del Dahomey e cessò di esistere con l'indipendenza del Dahomey. 
Il suo territorio corrisponde a quello dell'attuale Repubblica del Benin, toponimo che assunse il Dahomey nel 1975.

## Storia
A seguito della conquista coloniale francese, gli Établissements du Bénin, vennero aggregati alla colonia del Senegal, dal luglio 1886, per poi divenire una colonia autonoma nel 1893. Con decreto del 22 giugno 1894 il territorio assunse la denominazione ufficiale di Colonia del Dahomey e dipendenze (colonie du Dahomey et dépendances). L'estensione del nome Dahomey, che inizialmente indicava solo l'area dell'ex Regno del Dahomey, a tutto il territorio della colonia, rispondeva all'esigenza di giustificare e glorificare una conquista relativamente difficile, e per evitare una possibile amalgama coi territori del Regno del Benin, annessi alla Nigeria parte dell'Impero britannico.
La colonia perse la sua autonomia nel 1904, quando venne incorporata nell'Africa Occidentale Francese.
Sotto il dominio francese venne sviluppato il porto di Cotonou, collegato all'interno da una ferrovia. La presenza di missioni cattoliche sviluppò il sistema scolastico. Nel 1946 il Dahomey diventò territorio d'Oltremare, parte dell'Unione francese. Al Dahomey venne consentito eleggere un proprio parlamento e inviare propri rappresentanti all'Assemblea nazionale francese.
Il 4 dicembre 1958 si trasformò in Repubblica, (République du Dahomey), entità autonoma della Comunità francese. Pochi mesi prima, a settembre, la popolazione si espresse largamente a favore del referendum sulla Costituzione della Quinta Repubblica francese (195 152 "sì", 3 987 "no").
Il 1º agosto 1960 la colonia divenne definitivamente indipendente, confermando il nome di Repubblica del Dahomey, dopo che a giugno, assieme a Alto Volta, Costa d'Avorio e Niger, aveva deciso di abbandonare la Comunità francese.